# Alcantarea nigripetala
Alcantarea nigripetala är en gräsväxtart som beskrevs av Elton Martinez Carvalho Leme och L.Kollmann. Alcantarea nigripetala ingår i släktet Alcantarea och familjen Bromeliaceae. Inga underarter finns listade i Catalogue of Life.